# Зяблик африканський
Зя́блик африканський (Fringilla spodiogenys) — співочий птах родини в'юркових (Fringillidae). Поширений в Північній Африці.

## Поширення
Вид трапляється на півдні Марокко, в Алжирі, на південному заході Лівії. Також має ізольовану популяцію в північно-східній частині Лівії. Бродяжні птахи спостерігалися на острові Пантеллерія біля берегів Італії. Мешкає в листяних лісах і низовинах, які складаються з суміші дерев, таких як бук (Fagus), граб (Carpinus), дуб (Quercus), ялина (Picea) і сосна (Pinus), уздовж узлісь і галявин. У період нерозмноження він розширює свій ареал до подібних місць проживання та відкритих сільськогосподарських територій, включаючи бур'янисті поля, стерні, оливкові гаї, пальмові гаї та пустельні оази.

## Опис
Африканський зяблик — це середній або великий зяблик, завдовжки 13,8–18,5 см і вагою 21–24 г. Самці і самиці мають різні характеристики. Груди дорослого самця мають жовто-зелений і блакитно-сірий колір. Його крила чорні з однією або двома жирними білими смугами і білими краями, хвіст сіро-блакитний і білий. Горло, груди та живіт самця яскраво-персикового кольору, нижня частина живота та підхвістя біла, голова синьо-сіра з чорним на лобі. Ноги варіюються від чорного до рожевого, а дзьоб сріблясто-блакитно-сірий з чорним кінчиком. Самиці і молодняк мають сірувато-коричневий і оливковий колір. Вони мають темніші коричнево-білі смуги на крилах і світліший коричнево-білий низ живота. Їхні голови тьмяно-сірувато-коричневі, а ноги коричневі.